# Octobranchus japonicus
Octobranchus japonicus är en ringmaskart som beskrevs av Hessle 1917. Octobranchus japonicus ingår i släktet Octobranchus och familjen Trichobranchidae. Inga underarter finns listade i Catalogue of Life.